# Sinobambusa
Sinobambusa és un gènere de plantes de la família de les poàcies, ordre de les poals, subclasse Liliidae, classe Liliòpsid, divisió Magnoliophyta.
Aquest gènere de bambús és originari d'Àsia; Les canyes no sobrepassen els 6 metres.

## Taxonomia
Aquestes són les espècies conegudes a Europa:
- Sinobambusa ribroligula
- Sinobambusa tootsik

-   - Sinobambusa tootsik var. Albovariegata

- Sinobambusa kunishii o Arundinaria kunishii, Gelidocalamus kunishii, Pleioblastus kunishii, Pseudosasa kunishii, Sinarundinaria kunishii.